# Tamara Mellon

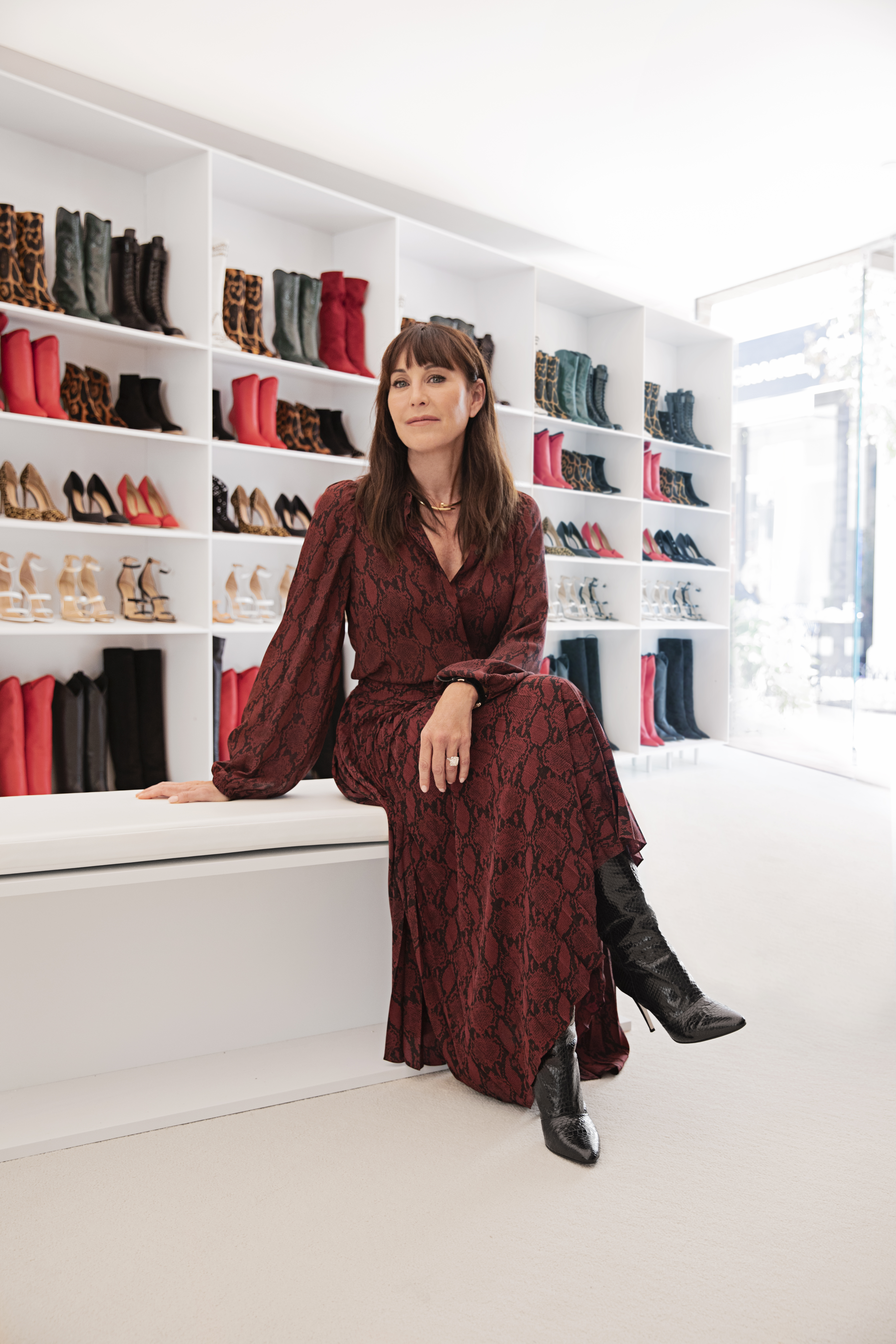
Tamara Mellon, 2018

Tamara Mellon, OBE, geborene Yeardye (* 7. Juli 1967 in London), ist eine britische Modeunternehmerin. Sie ist die Mitgründerin des international bekannten Schuhmodeunternehmens Jimmy Choo, das sie von 1996 bis 2011 leitete, und betreibt seit 2013 ihre eigene Modemarke Tamara Mellon.

## Leben
Tamara Mellon wurde in London als Tochter von Tom Yeardye, einem Unternehmer und Mitbegründer der Vidal Sassoon Friseursalons, und Ann (Davis) Yeardye, einem ehemaligen Model für Chanel, geboren. Die Familie zog 1976 nach Los Angeles. Mellon erhielt ihre schulische Ausbildung in Berkshire, in Beverly Hills und in der Schweiz.
In den 1980er Jahren startete Mellon ihre berufliche Laufbahn zunächst bei der US-amerikanischen Frauenzeitschrift Mirabella (Phyllis Walters Public Relations) und im Jahr 1990 einer Tätigkeit als Redakteurin für Accessoires bei Vogue in London. Dort erkannte Mellon das Potential für die Entwicklung einer hochwertigen Serie für Designer-Accessoires, vornehmlich Schuhe und Taschen, und trat 1995 auf Jimmy Choo, einen Schuhmacher für maßgefertigte Schuhe, zu.
Mit einer Starthilfe von £ 150.000, die sie von ihrem Vater erhielt, gründete Mellon 1996 zusammen mit Choo die Firma Jimmy Choo Ltd. Die damals neue Schuhmarke wurde schnell sehr erfolgreich und wird heute in diversen Einzelboutiquen sowie in gehobenen Warenhäusern verkauft. 1996 eröffnete das erste Ladengeschäft auf der Motcomb Street in London. 1998 wurde eine Boutique in New York City eröffnet. Choo verließ das Unternehmen 2001. 2004 wurde der Unternehmenswert mit über £ 100 Millionen beziffert; 2007 waren es £ 185 Millionen. 2007 erschien Mellon auf der Sunday Times Rich List, wo sie mit einem Vermögen von £ 99 Millionen auf Platz 751 der 1000 reichsten Briten erschien. Von 2007 bis 2011 war sie zudem bei der amerikanischen Modemarke Halston engagiert. 2008 wurde Mellon in den Vorstand von Revlon aufgenommen. Im Frühjahr 2010 wurde Mellon aufgrund ihrer Verdienste um die britische Wirtschaft zum Officer of the Order of the British Empire (OBE) ernannt. 2010 wurden Gerüchte laut, dass Mellon ihre Anteile an der Firma (rund ein Fünftel) für £ 100 Millionen verkaufen wolle. Im Mai 2011 wurde Jimmy Choo für £ 525,5 Millionen an die österreichische Labelux Group verkauft. Mellon erhielt £ 85 Millionen. Im November 2011 schied sie aus dem Unternehmen Jimmy Choo aus. 2012 veröffentlichte sie das Buch Jimmy Choo XV und 2013 das Werk In my shoes: a memoir.
Mitte 2013 lancierte Mellon ihre eigene Modemarke Tamara Mellon mit Sitz in Manhattan. Das Unternehmen, das Schuhe und Bekleidung über den Einzelhandel anbot, meldete 2015 Chapter 11 an. Ende 2016 gab Mellon den Relaunch ihrer Marke mit einer Schuhkollektion, die direkt über ihre Webseite verkauft wird, bekannt.

### Privatleben
Im Mai 2000 heiratete sie Matthew Taylor Mellon II, ein Mitglied der Mellon-Dynastie und Neffe von James Mellon, im Blenheim Palace. Das 2005 wieder geschiedene Paar hat eine Tochter. Anfang 2015 gab Mellon ihre Verlobung mit dem amerikanischen Unternehmer Michael Ovitz bekannt. Seither lebt sie in Ovitz' Haus in Los Angeles.